# Anan Khalaily
Anan Khalaily (født 3. september 2004) er en israelsk professionel fodboldspiller, der spiller som angriber for den belgiske Pro League klub Union SG og israels landshold.

## Tidligt liv
Anan Khalaily blev født i Haifa, Israel, af en arabisk-israelsk familie, der flyttede til Haifa fra den arabiske landsby Sakhnin, Israel. Hans far, Majdi Khalaily, er også en tidligere fodboldspiller og træner, der spillede som målmand. Hans lillebror, Eyad Khalaily, er også en fodboldspiller, der spiller for den israelske klub Maccabi Haifas ungdomshold.

## Klubkarriere
Khalaili kom til den lokale klub Beitar Haifas ungdomsakademi i 2012, hvor han tilbragte to sæsoner, inden han skiftede til Maccabi Haifa. Efter en række sæsoner hos Maccabi Haifa tilbragte han 2019-20 sæsonen hos Neve Yosef-akademiet, hvor han scorede 25 mål i 24 kampe, hvilket fik Maccabi Haifa til at tilbagekalde ham. Hans far, der var træner for Neve Yosef, udtalte, at Maccabi Haifa oprindeligt havde forventet, at Khalaili ville tilbringe to sæsoner hos akademiet, men på grund af hans gode præstationer bad de ham om at komme tilbage efter kun én sæson.

### Maccabi Haifa
Den 2. februar 2022 fik Khalaily sin seniordebut i en 2-0-sejr over Hapoel Hadera i Israel State Cup. Den 11. juli 2023 scorede han sit første mål for seniorholdet i 4-0-sejren over Ħamrun Spartans i UEFA Champions League-kvalifikation.

### Union SG
Den 3. april 2024 skiftede han til den belgiske Pro League klub Union SG.

## Landsholdskarriere
Han spillede for det israelske U20-landshold ved U20-VM i 2023. Under turneringen scorede han det afgørende mål mod Usbekistan og scorede det tredje og sidste mål i kampen mod Sydkorea.